# Ioan Doboiu
Ioan Doboiu (n. 1877, Hațeg, județul Hunedoara – d. 1950, Hațeg, județul Hunedoara) a fost un deputat în Marea Adunare Națională de la Alba Iulia, organismul legislativ reprezentativ al „tuturor românilor din Transilvania, Banat și Țara Ungurească”, cel care a adoptat hotărârea privind Unirea Transilvaniei cu România, la 1 decembrie 1918 :p. 202.

## Biografie
A făcut școala primară, a fost președintele Societății Cojocarilor din Hațeg și a contribuit la formarea Gărzii Naționale Române :p. 202.  

## Activitatea politică
Ca deputat în Adunarea Națională din 1 decembrie 1918 a fost delegat al Cercului electoral Hațeg :p. 202.	